# Molde de mantequilla
Un molde para la mantequilla es un utensilio de cocina empleado en la elaboración de la mantequilla, en concreto se emplea en la fase final de proporcionar la forma. La mayoría de las veces se trata de moldes con formas muy artísticas. El molde tradicional suele construirse de madera. 

## Características
El molde contiene en su fondo dibujos e ilustraciones típicas y cuando la mantequilla está cruda, o en sus etapas iniciales de elaboración se vierte en el molde para que se compacte y quede la ilustración del fondo impresa en el bloque de mantequilla. Esta elaboración es completamente artesanal, aunque hoy en día existen empresas capaces de reproducir estos impresos con el objeto de atraer al público más selecto. No obstante la forma tradicional se va perdiendo poco a poco y es de esperar que ya no exista en un futuro próximo[cita requerida].

## Galería

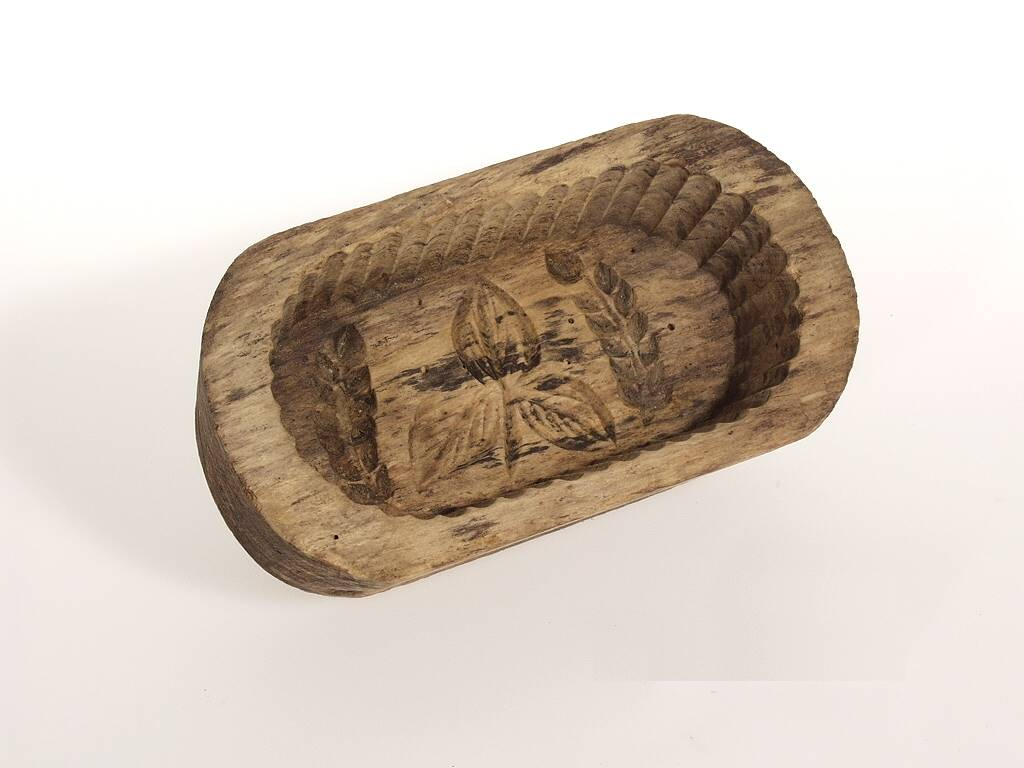
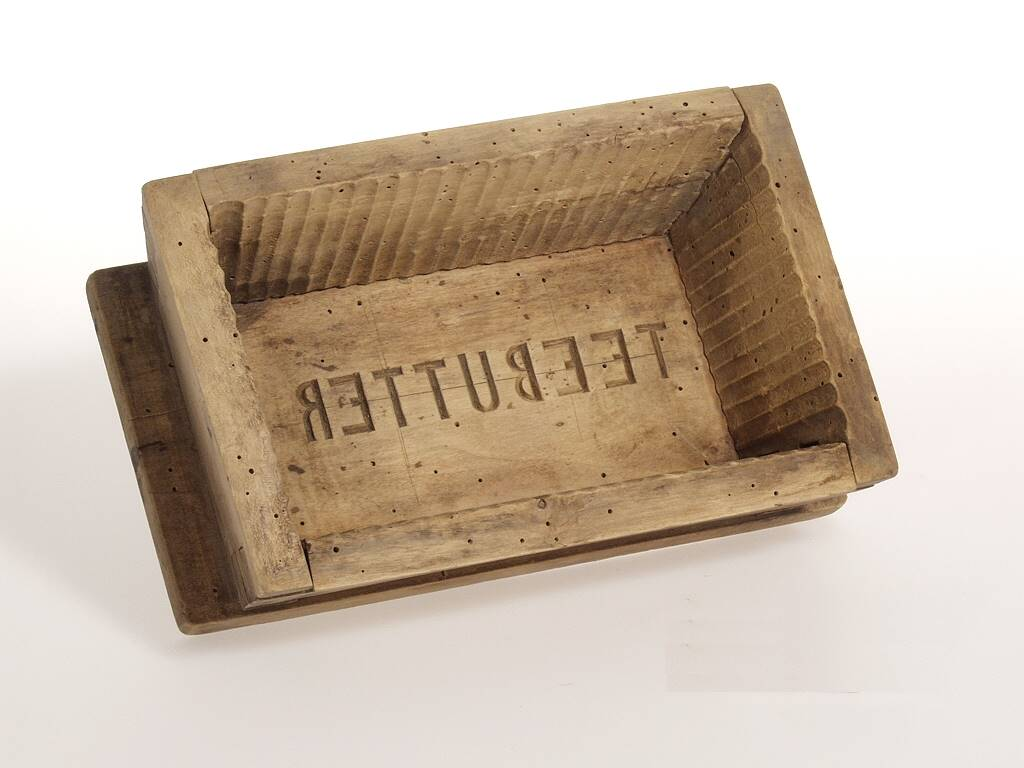
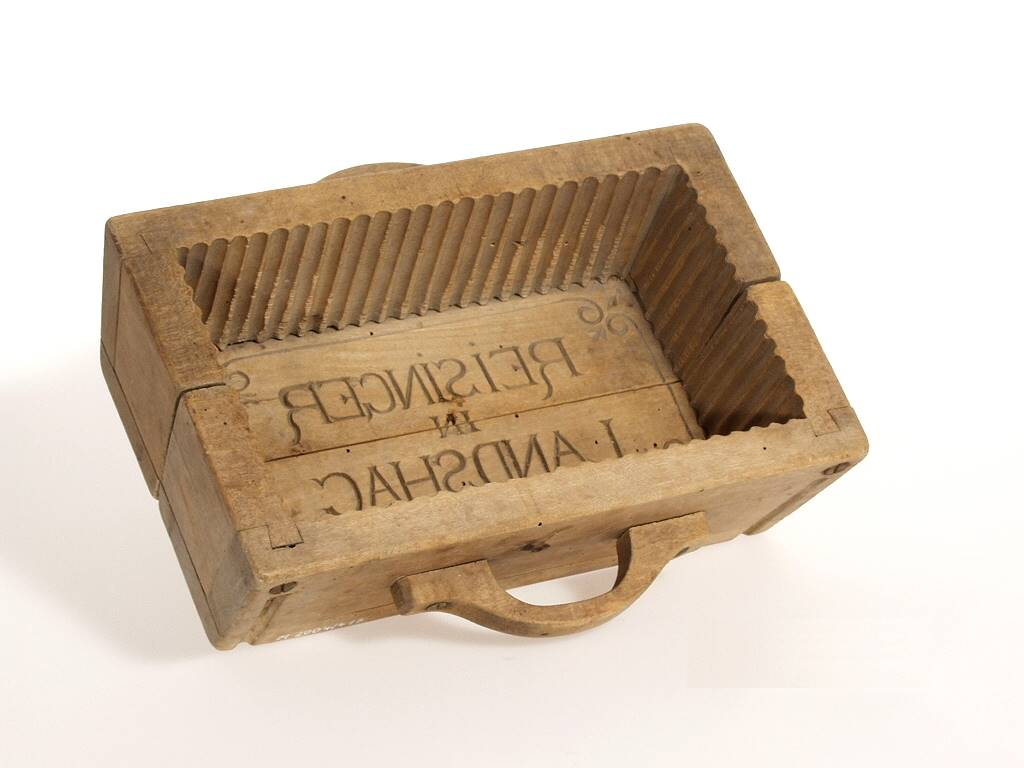
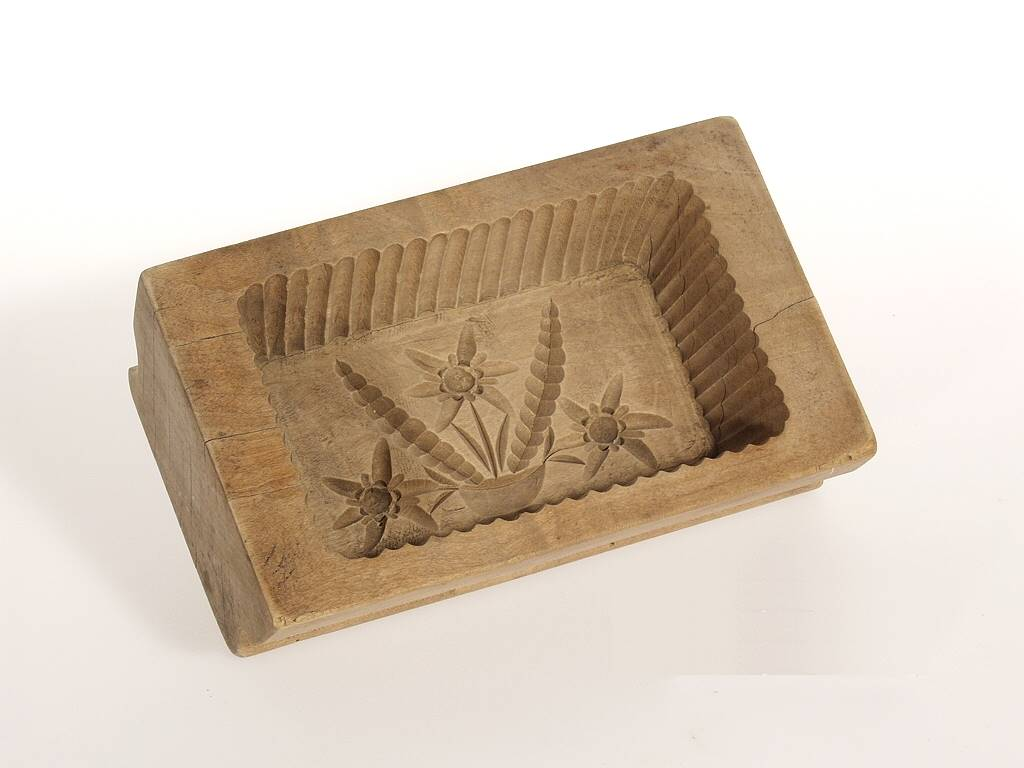